# Victoria Vivians
Victoria Vivians (ur. 17 listopada 1994 w Jackson) – amerykańska koszykarka występująca na pozycjach rzucającej lub niskiego skrzydłowej, obecnie zawodniczka Indiana Fever w WNBA.
7 lutego 2022 przedłużyła umowę z Indianą Fever.

## Osiągnięcia
Stan na 29 czerwca 2022, na podstawie, o ile nie zaznaczono inaczej.

### NCAA
- Wicemistrzyni NCAA (2017, 2018)
- Uczestniczka rozgrywek:
  - Sweet 16 turnieju NCAA (2016–2018)
  - II rundy turnieju NCAA (2015–2018)
- Mistrzyni sezonu regularnego konferencji Southeastern (SEC – 2018)
- Laureatka:
  - CSpire Gillom Trophy (2015–2018)
  - Naismith Starting Five Ann Meyers Drysdale Award (2018)
  - MCSW Young Woman of the Year Award (2015)
- Most Outstanding Player (MOP=MVP) turnieju NCAA Kansas City (2018)
- Zaliczona do:
  - I składu:
    - All-American (2018 przez Associated Press, WBCA, College Sports Madness)
    - NCAA All-Final Four (2017, 2018)
    - SEC (2016–2018)
    - turnieju SEC (2016, 2018)
    - najlepszych pierwszorocznych zawodniczek SEC (2015)
    - NCAA Oklahoma City All-Region (2017)

  - II składu:
    - All-American (2018 przez USBWA)
    - najlepszych pierwszorocznych zawodniczek NCAA – Freshman All-America (2015 przez Full Court Press)
    - SEC (2015)

  - III składu All-American (2017 przez Associated Press, 2018 przez ESPNW)
  - składu:
    - SEC Academic Honor Roll (2016–2018)
    - honorable mention All-America (2015 przez Associated Press, 2016 przez WBCA)
    - SEC First-Year Honor Roll (2015)

### Drużynowe
- Wicemistrzyni Izraela (2022)[4].

### Indywidualne
(* – nagrody przyznane przez portal eurobasket.com)
- Zaliczona do II składu ligi izraelskiej (2022)*[4]